# Slowakisch-tschechische Beziehungen
Die Slowakisch-tschechischen Beziehungen sind das zwischenstaatliche Verhältnis zwischen der Slowakei und Tschechien. Beide Länder gehörten gemeinsam zum Mährerreich, der Habsburgermonarchie und der Tschechoslowakei. Nach der friedlichen Trennung beider Länder 1993 in der Folgezeit der Samtenen Revolution wurden kooperative und freundschaftliche Beziehungen etabliert. Slowaken und Tschechen verbindet heute aufgrund der großen kulturellen und sprachlichen Gemeinsamkeiten eine besonderes Verhältnis. Auch unterhalten sie enge politische Beziehungen und sind gemeinsam Mitglieder von u. a. der NATO, der Europäischen Union, der Eurozone und der Visegrád-Gruppe.

## Geschichte

### Frühe Beziehungen

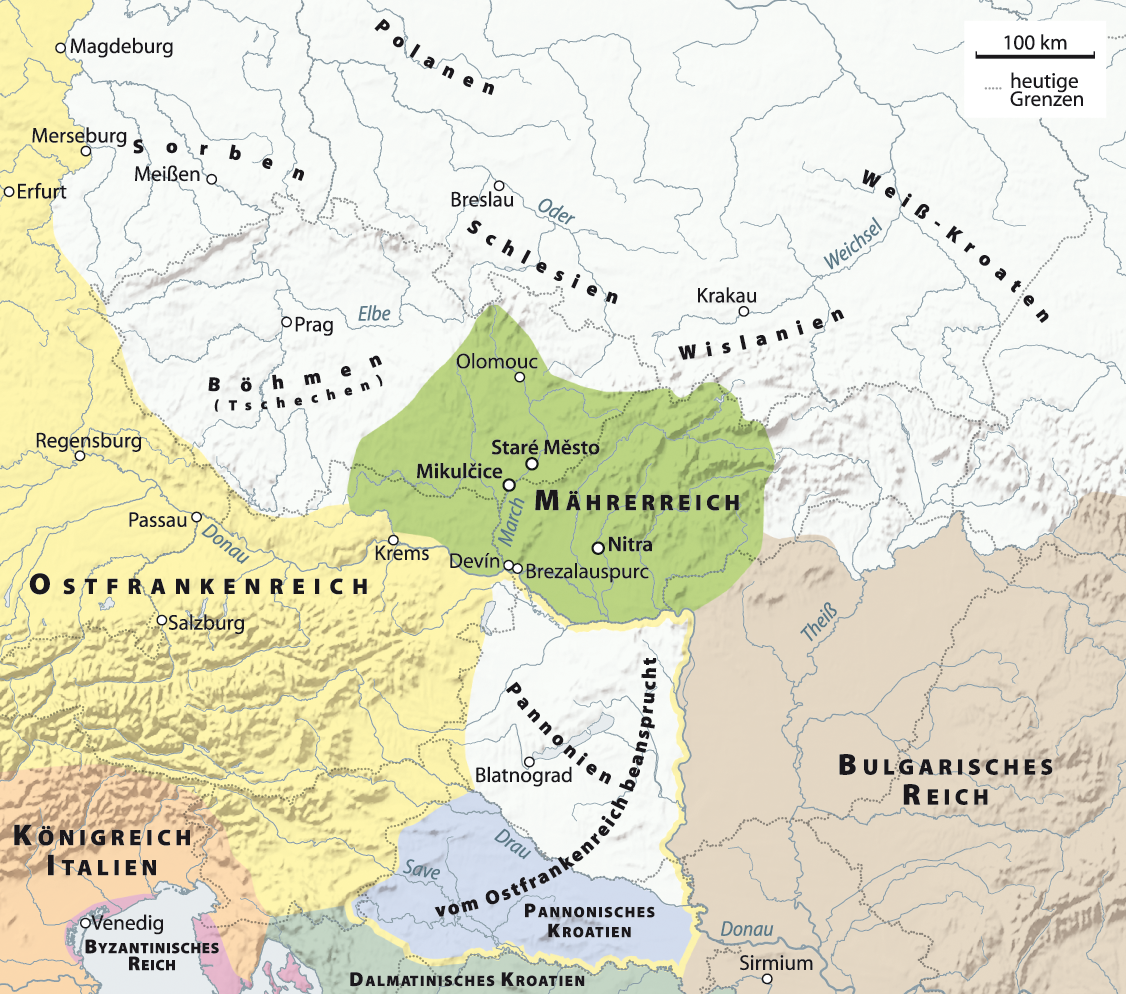
Mährerreich unter Mojmir I. (ca. 830–846)

Die Anfänge der Beziehungen zwischen den Ländern der Slowaken und Tschechen reichen ins Frühmittelalter zurück. Im Jahr 833 entstand mit dem Großmährischen Reich der erste gemeinsame Staat der Westslawen auf dem Gebiet des heutigen Mähren (Tschechien) und der heutigen Westslowakei. Nach dem Zerfall Großmährens zu Beginn des 10. Jahrhunderts trennten sich die historischen Pfade beider Gebiete für lange Zeit: Das Gebiet der Slowakei wurde Teil des Königreichs Ungarn, während die Tschechen ein eigenes Königreich Böhmen unter verschiedenen Dynastien führten. In den folgenden Jahrhunderten gab es daher nur indirekte Kontakte, etwa im Rahmen übergeordneter Herrschaftsgebiete. Beide Volksgruppen übernahmen jedoch das Christentum (teils vermittelt durch die slawischen Missionare Kyrill und Method im 9. Jahrhundert) und entwickelten nah verwandte westslawische Sprachen, so dass ein Gefühl kultureller Verwandtschaft fortbestand. Bis ins 16. Jahrhundert gehörten die Slowaken zum Königreich Ungarn, während die Länder der Tschechen eigenständig blieben oder unter fremder Oberhoheit (z. B. den Luxemburgern) standen. Erst 1526 gelangten beide Gebiete wieder unter eine gemeinsame politische Herrschaft – die der Habsburger.

### Habsburgermonarchie

Volksgruppen in Österreich-Ungarn (1910)

Nach der Schlacht bei Mohács 1526 kamen sowohl das Königreich Böhmen (mit Mähren) als auch das Königreich Ungarn (inklusive des slowakischen Gebiets) unter die Herrschaft der Habsburger. Damit waren Tschechen und Slowaken wieder Teil desselben Reiches, jedoch in unterschiedlichen Verwaltungseinheiten. Die böhmischen Länder gehörten zur habsburgischen Erbmonarchie, während die Slowakei zu den Ländern der ungarischen Krone gehörte. Im 19. Jahrhundert führten diese unterschiedlichen Rahmenbedingungen zu divergierenden Entwicklungen: Die tschechischen Regionen erlebten eine industrielle und kulturelle Blüte unter relativ liberalerer österreichischer Verwaltung, während die Slowaken nach dem österreichisch-ungarischen Ausgleich 1867 einer intensiven Magyarisierungspolitik ausgesetzt waren. Dennoch erwachten in beiden Völkern nationale Bewegungen.
Tschechische und slowakische Intellektuelle knüpften Kontakte, und es reifte die Idee einer engeren Zusammenarbeit oder sogar einer politischen Union (Tschechoslowakismus). Während des Ersten Weltkriegs arbeiteten tschechische und slowakische Exilpolitiker – allen voran Tomáš Garrigue Masaryk, Edvard Beneš und Milan Rastislav Štefánik – gemeinsam auf die Unabhängigkeit von Österreich-Ungarn und die Gründung eines gemeinsamen Staates hin. Tschechische und slowakische Freiwillige kämpften in den Tschechoslowakischen Legionen an der Seite der Triple Entente. Mit dem Zusammenbruch der Habsburger-Monarchie 1918 wurde der Plan einer eigenen Nation Wirklichkeit: Am 28. Oktober 1918 proklamierten Vertreter beider Nationen die Tschechoslowakische Republik, einen gemeinsamen Staat der Tschechen und Slowaken.

### Tschechoslowakei

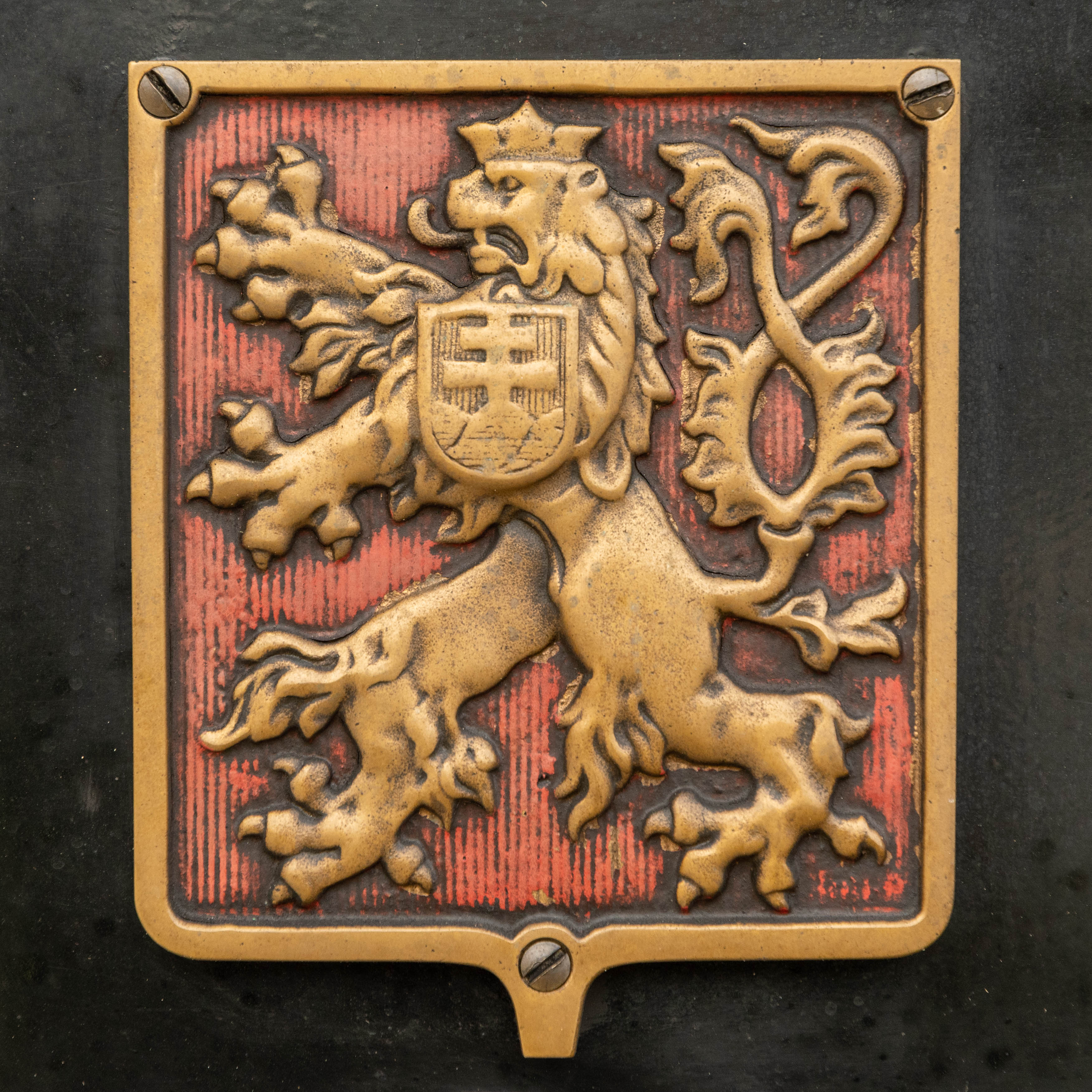
Wappen der Tschechoslowakei (Böhmischer Löwe mit slowakischem Brustschild) auf einer Lokomotive der ČSD-Baureihe 555.0

Die Erste Tschechoslowakische Republik (1918–1938) war ein multinationaler Staat, in dem Tschechen und Slowaken zusammen mit bedeutenden Minderheiten (v. a. Deutschen und Ungarn) lebten. Formal wurde ein „tschechoslowakisches“ Staatsvolk postuliert, um die Einheit des Landes zu betonen. Zwar hatte die slowakische politische Repräsentanz im Pittsburgher Abkommen von 1918 eine eigene Autonomie in Aussicht gestellt bekommen, doch die 1920 verabschiedete Verfassung richtete einen zentralistischen Einheitsstaat ohne eigene slowakische Regierung oder Parlament ein, mit der Begründung es gäbe im slowakischen Landesteil nicht genug politische Erfahrung, Fachkräfte und Institutionen für eine funktionierende Autonomie. Die Slowaken machten in den 1920er Jahren rund 15 % der Gesamtbevölkerung aus (die Tschechen knapp die Hälfte). Viele Slowaken empfanden die Dominanz Prags als Ungleichbehandlung, was in den 1930er Jahren zu wachsender Unzufriedenheit und Autonomieforderungen durch die Slowakische Volkspartei führte. Nach dem Münchner Abkommen 1938 erhielt die Slowakei zunächst eine weitgehende Autonomie innerhalb der föderalisierten „Zweiten Republik“. Im März 1939 zerbrach die Tschechoslowakei infolge des deutschen Drucks endgültig. In Prag wurde das Protektorat Böhmen und Mähren unter deutscher Besatzung errichtet, während die Slowakei am 14. März 1939 einen nominell unabhängigen Staat als ersten slowakische Nationalstaat überhaupt ausrief – allerdings als faktischer Satellitenstaat des nationalsozialistischen Deutschen Reiches.

Zerschlagung der Tschechoslowakei (1938/39)

Nach dem Zweiten Weltkrieg wurde die Tschechoslowakei 1945 in den Grenzen von 1938 (ohne die abgetrennte Karpato-Ukraine) wiederhergestellt. Mit dem Februarumsturz 1948 durch die Kommunisten blieb die Staatsstruktur zunächst zentralistisch. Erst infolge des Prager Frühlings 1968 kam es zu einer formalen Neuordnung: Zum 1. Januar 1969 wurde die ČSSR in eine Föderation umgewandelt, bestehend aus der Tschechischen Sozialistischen Republik und der Slowakischen Sozialistischen Republik, um den slowakischen Autonomiebestrebungen Rechnung zu tragen. In der Praxis blieben die Entscheidungsbefugnisse jedoch stark bei der kommunistischen Einheitspartei. Während der „Normalisierung“ in den 1970er und 1980er Jahren wurden Spannungen zwischen Tschechen und Slowaken öffentlich heruntergespielt, bestanden aber fort: So gab es in der Slowakei Unmut über begrenzten Einfluss auf die Staatsführung, während man in Tschechien teils skeptisch auf die bevorzugte wirtschaftliche Förderung der Slowakei und die Rolle des slowakischen KP-Chefs Gustáv Husák blickte.
Die friedliche Samtene Revolution im Kontext der zahlreichen Revolution von 1989 der realsozialistischen Staaten Europas brachte Demokratie und eine beginnende Marktliberalisierung. Es entstand die Tschechische und Slowakische Föderative Republik. Zugleich lebten nun auch nationale Fragen wieder auf. In freien Wahlen 1992 setzten sich in den Landesteilen unterschiedliche politische Kräfte durch (in Tschechien Václav Klaus mit dem Bürgerforum/ODS, in der Slowakei Vladimír Mečiar mit der HZDS). Beide Seiten fanden keinen Konsens über die Staatsordnung – insbesondere die slowakische Seite drängte auf Autonomie. Zu dieser Auseinandersetzung gehörte auch der Gedankenstrich-Krieg. Hierbei ging es nicht um einen gewaltsamen Konflikt, sondern um einen medial begleiteten Diskurs um die „richtige“ Staatsbezeichnung der Zwei-Staaten-Föderation. In diesem Streit manifestierte sich die lange Zeit unterdrückt scheinende Problematik des tschechischen Zentralismus und des slowakischen Strebens nach Selbstbestimmung.
Schließlich einigten sich die Politiker beider Seiten unter der Führung von Klaus und Mečiar darauf, den Staat einvernehmlich zu teilen. Ohne Referendum und auf Grundlage parlamentarischer Beschlüsse wurde die Föderation zum 31. Dezember 1992 aufgelöst. Am 1. Januar 1993 entstanden die unabhängige Slowakische Republik und die Tschechische Republik – oft als „Samtene Scheidung“ bezeichnet, da dieser Prozess gewaltfrei und freundschaftlich verlief. Diese hauptsächlich von den politischen Eliten beschlossene Trennung ohne Volksabstimmung war nicht unumstritten, da in beiden Landesteilen keine Mehrheiten in Meinungsumfragen für die Auflösung der Tschechoslowakei bestanden. In einer Umfrage vom September 1992 sprachen sich nur 37 % der Slowaken und 36 % der Tschechen für die Trennung aus.

### Beziehungen nach 1992
Nach der Teilung setzten Slowakei und Tschechien ihre Beziehungen auf außergewöhnlich freundschaftliche Weise (im Gegensatz zu z. B. Jugoslawien) fort. Bereits am 1. Januar 1993 wurden diplomatische Beziehungen aufgenommen; beide Staaten eröffneten Botschaften in Prag bzw. Bratislava. Zur Vermeidung wirtschaftlicher Nachteile schlossen sie noch 1992 ein Abkommen über eine Zollunion, das am Tag der Unabhängigkeit in Kraft trat. Dieses ließ den gegenseitigen Warenverkehr ungehindert weiterlaufen und verhinderte die Einführung von Zollschranken. Die Zollunion und weitere bilaterale Absprachen sicherten einen reibungslosen Übergang nach dem Ende der Föderation. Erst mit dem EU-Beitritt beider Länder im Mai 2004 – den beide gemeinsam mit ihren mitteleuropäischen Nachbarn vollzogen – ging die tschechisch-slowakische Zollunion in der EU-Zollunion auf. Auch politisch kooperierten Prag und Bratislava weiter eng, etwa in der regionalen Visegrád-Gruppe. Die gegenseitigen Beziehungen wurden in Politik und Medien oft als „brüderlich“ beschrieben. So absolvieren neu gewählte Präsidenten Tschechiens oder der Slowakei traditionell ihren ersten Auslandsbesuch im jeweils anderen Land und halten einmal jährliche gemeinsame Kabinettssitzungen ab, um wichtige Themen bilateral abzustimmen. Meinungsumfragen zeigten regelmäßig, dass Tschechen und Slowaken einander mit großem Wohlwollen begegnen – oft wurde das Nachbarland als „beliebtestes Land“ genannt.

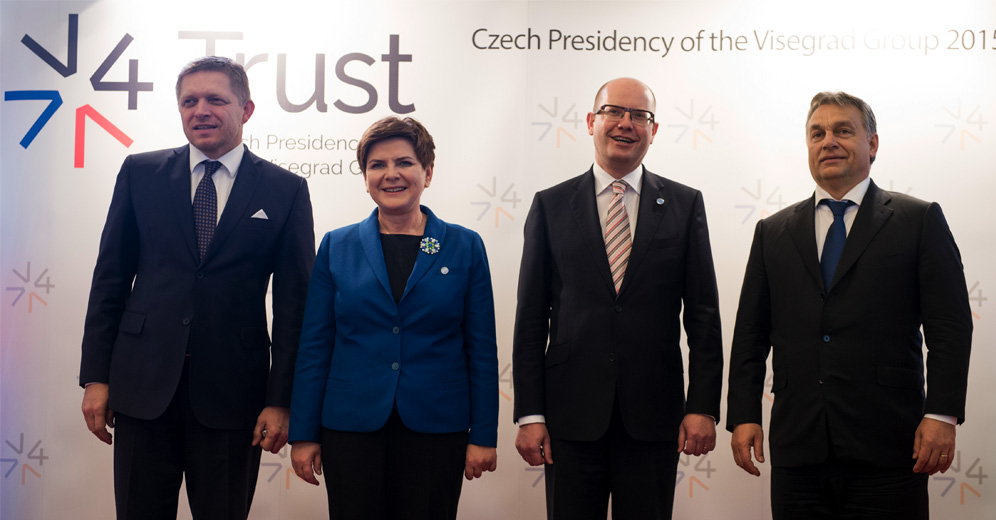
Premiers der Visegrád-Gruppe 2015 mit Robert Fico (Slowakei), Beata Szydło (Polen), Bohuslav Sobotka (Tschechien) und Viktor Orbán (Ungarn)

Dennoch durchliefen die Beziehungen auch Herausforderungen. In den 1990er Jahren war die Slowakei unter Ministerpräsident Mečiar zeitweise international isoliert, während Tschechien schneller in westliche Strukturen integriert wurde. Spätestens ab 1998 wandelte sich dies und die Slowakei holte den Rückstand (NATO-Beitritt 2004, EU-Beitritt 2004) auf.
In neuerer Zeit traten politische Differenzen zutage, insbesondere nach der Rückkehr des slowakischen Regierungschefs Robert Fico Ende 2023. Ficos außenpolitischer Kurs – etwa die skeptische Haltung seiner Regierung gegenüber weiterer Militärhilfe für die Ukraine – führte zu Spannungen mit der pro-westlichen Regierung in Prag. Im März 2024 sagte der tschechische Premier Petr Fiala ein geplantes gemeinsames Regierungstreffen ab und erklärte, man würde die bisher „ausgezeichneten“ Beziehungen vorerst beenden. Grund waren Differenzen über die Beziehungen zu Russland. Beobachter sprachen von einer spürbaren Abkühlung nach über 30 Jahren außergewöhnlich enger Partnerschaft.

## Wirtschaftsbeziehungen
Die wirtschaftlichen Verflechtungen zwischen Tschechien und der Slowakei sind traditionell sehr eng. Nach der Unabhängigkeit 1993 blieben beide Volkswirtschaften zunächst durch die erwähnte Zollunion verbunden, wodurch Waren, Dienstleistungen und Kapital frei zirkulieren konnten. Auch nach deren Übergang in den EU-Binnenmarkt (2004) zählen beide Länder gegenseitig zu ihren wichtigsten Handelspartnern. So war 2022 die Slowakei der zweitgrößte Exportmarkt Tschechiens (nach Deutschland). Umgekehrt ist die Tschechische Republik für die Slowakei der zweitwichtigste Abnehmer slowakischer Exporte (ebenfalls nach Deutschland) und nimmt rund 12 % der slowakischen Ausfuhren ab. Dieser intensive Warenaustausch umfasst vor allem Industriegüter – beide Länder sind stark im Automobilbau engagiert und Teil gemeinsamer Lieferketten.
Auch bei Investitionen und Unternehmenskooperationen bestehen enge Beziehungen. Viele tschechische Unternehmen gründeten Niederlassungen in der Slowakei und umgekehrt. Die geografische Nähe, die gemeinsame Vergangenheit und die Sprachverwandtschaft erleichtern den wirtschaftlichen Austausch erheblich. Arbeitskräfte können – verstärkt seit dem EU-Beitritt – relativ problemlos im jeweils anderen Land tätig sein. Insbesondere in den 1990er Jahren pendelten zahlreiche Slowakinnen und Slowaken in die Tschechische Republik, die damals noch ein deutlich höheres Lohnniveau und mehr Arbeitsplätze bot.

## Kulturbeziehungen
Die kulturellen Beziehungen zwischen Slowaken und Tschechen sind außerordentlich intensiv und freundlich. Dies liegt vor allem an der sprachlichen und kulturellen Nähe, die weltweit fast einzigartig ist. Tschechisch und Slowakisch sind so eng verwandt, dass sich beide Völker im Alltag gut verstehen. Offizielle Dokumente in der jeweils anderen Landessprache werden in Tschechien und der Slowakei automatisch anerkannt. Bis zur Trennung 1993 lebten sie in einem gemeinsamen Medien- und Bildungsraum, was die gegenseitige Sprachkompetenz förderte. Auch nach 1993 blieb Tschechisches in der Slowakei allgegenwärtig: Die meisten slowakischen Haushalte können bis heute tschechische Fernseh- und Radiosender empfangen. Tschechische Filme, Serien und Bücher werden in der Slowakei oft im Original gezeigt oder vertrieben, da Untertitel oder Übersetzung nicht nötig sind. Dadurch ist die passive – aber häufig auch aktive – Kenntnis des Tschechischen in der slowakischen Bevölkerung weiterhin sehr hoch. Umgekehrt ging in Tschechien nach der Trennung der alltägliche Kontakt mit dem Slowakischen etwas zurück, sodass die Sprachkompetenz dort nicht ganz so verbreitet ist wie umgekehrt.
Kulturelle Zusammenarbeit wird durch staatliche und zivilgesellschaftliche Initiativen gefördert. In Bratislava besteht ein Tschechisches Zentrum, das Ausstellungen, Filmfestivals, Konzerte und Lesungen organisiert.  Vergleichbar engagiert sich die Slowakei im tschechischen Kulturraum. Zahlreiche Theaterensembles, Musiker und Künstler treten regelmäßig im jeweils anderen Land auf. Ebenso gibt es viele persönliche Verbindungen. Unzählige Familien sind haben gemischte Wurzeln, da es während der gemeinsamen Staatlichkeit häufig zu Eheschließungen zwischen Tschechen und Slowaken kam.
Ein wichtiger Bereich ist die Bildung und Wissenschaft. Nach wie vor zieht es jedes Jahr tausende slowakische Studierende an tschechische Universitäten. Aufgrund der Sprachähnlichkeit können Slowakinnen und Slowaken dort ohne größere Hürden studieren – tschechische Hochschulen akzeptieren slowakische Bewerber unkompliziert, oft dürfen Prüfungen sogar auf Slowakisch abgelegt werden. Umgekehrt studieren auch Tschechen in der Slowakei.

## Diplomatische Standorte
- Die Tschechische Republik hat eine Botschaft in Bratislava.
- Die Slowakei hat eine Botschaft in Prag.

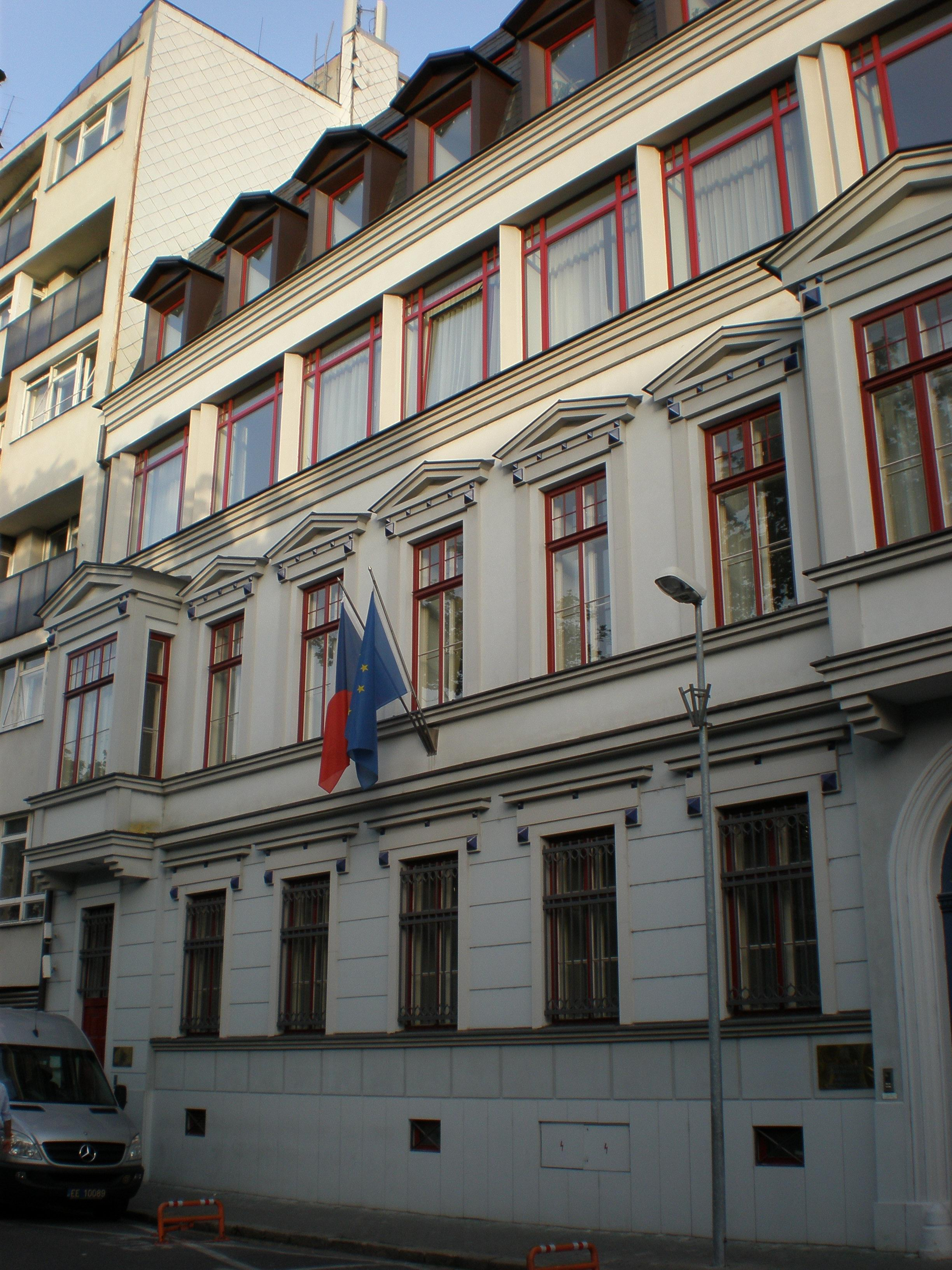
Tschechische Botschaft in Bratislava
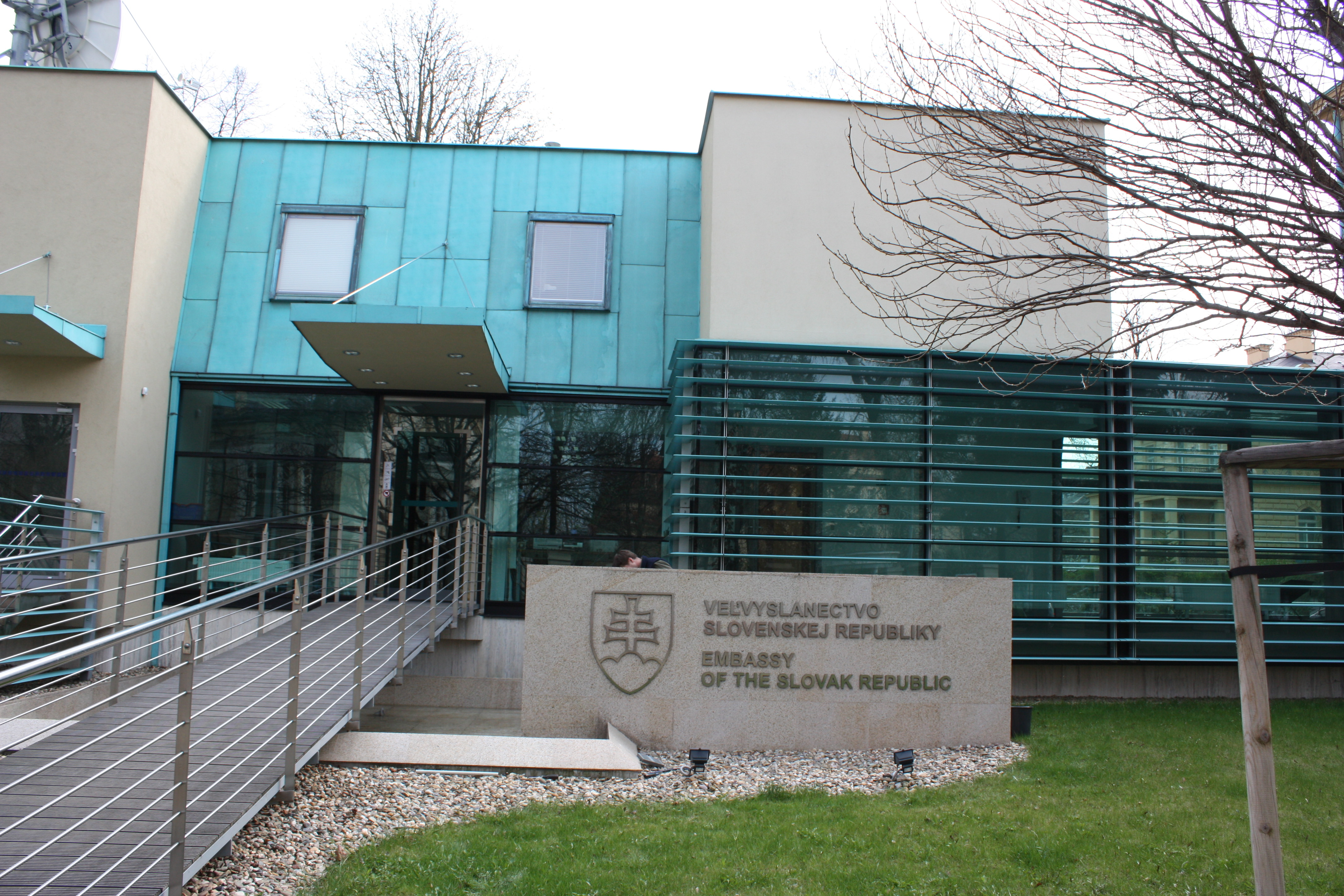
Slowakische Botschaft in Prag